# Hermann I. von Einsiedeln
Hermann I. (OSB) (* 11. Jahrhundert; † 8. April 1065) war von 1051 bis 1065 der 6. Abt des Klosters Einsiedeln.

## Leben
Hermann I. war wahrscheinlich Sohn von Werner I. von Winterthur, Graf von Winterthur. Die Familie Hermanns schenkte dem Kloster einige Güter.
Durch Hermanns Mutter Irmingard war Abt Hermann I. mit Papst Leo IX. verwandt, welcher Hermann das Recht auf Pontifikalien verlieh.
Über die Aktivitäten des Abtes ist wenig bekannt. Seine Epitaphien bezeichnen ihn als erhabenen Mann mit reiner Sitte.